# Główna (rzeka)
Główna – rzeka, prawy dopływ Warty o długości 36,64 km.

## Przebieg
Rzeka płynie na terenie Pojezierza Gnieźnieńskiego. Początek bierze z południowego krańca jeziora Lednica. Początkowo płynie na południe, a następnie skręca na zachód w kierunku Pobiedzisk. W zlewni rzeki znajdują się liczne jeziora, zarówno naturalne jak i sztuczne. Są to, począwszy od Lednicy, Jezioro Biezdruchowskie, Jezioro Kowalskie (zaporowe na Głównej). Największym dopływem (prawym) jest Struga Wierzenicka o długości 8,9 km i powierzchni zlewni 72,7 km² (przepływa ona przez jeziora Wronczyńskie Wielkie, Wronczyńskie Małe i Jerzyńskie). W dorzeczu Głównej znajdują się trzy parki krajobrazowe: Lednicki Park Krajobrazowy, Park Krajobrazowy Promno i Park Krajobrazowy Puszcza Zielonka. Końcowy odcinek znajduje się w granicach Poznania, przy ujściu znajduje się część miasta również nazywana Główną.

## Szlak kajakowy
Rzeka stanowi szlak kajakowy od jeziora Lednica do ujścia. Długość szlaku: 44 km. Krótkim, około kilometrowym odcinkiem (od jeziora Biezdruchowskiego do Nadrożna) prowadzi też szlak kajakowy Puszcza Zielonka.